# クリスチャン・ビルケランド

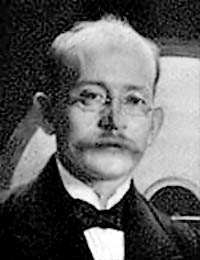
クリスチャン・ビルケランド

クリスチャン・ビルケランド（Kristian Birkeland、ビルケラン、バークランドとも表記される、1867年12月13日 - 1917年6月15日）はノルウェーの物理学者である。
オーロラが太陽からの荷電粒子の大気との反応であることを示し、実験室でオーロラを発生させた。発明家としても、さまざまな分野の特許を得た。世界的な名声を得て、7度ノーベル賞の候補となった。1994年発行のノルウェーの紙幣（200ノルウェー・クローネ札）に肖像が採用され、ノルウェーでは有名な科学者である。
オスロ（当時はChristiania）に生まれた。18歳で最初の科学論文を書くなどの才能を示した。30歳でオスロ大学の教授となったが、その興味は学問にとどまらなかった。1905年サミュエル・アイデと後に大企業となるノルスク・ハイドロの設立メンバーとなった。実用化されなかった発明の例として1900年に電磁力で砲弾を飛ばす電磁砲（コイルガン）の特許をえて、デモンストレーションを行ったが結果は実らなかった。放電による空中窒素の固定の実験もおこなった。
オーロラ研究の分野では1899年から1900年にノルウェーの高緯度地域の探検隊を組織し、地磁気の測定結果を得た。真空中の陰極線と磁場の実験で、オーロラを実験室で再現した。1913年に宇宙空間が高速の電子やイオンで満ちていることを予測した。
1917年、日本滞在中に東京の上野精養軒ホテルで睡眠薬の量を誤って摂取し死去した。自殺したとも言われる。この事件を寺田寅彦は随筆『B教授の死』に書いた。